# 山西焦炭
山西省焦炭集团有限责任公司，简称山西焦炭，于2002年组建。2010年底被并入山西煤炭运销集团有限公司，成为山西煤销集团的全资子公司。目前公司承担着在山西省代征焦炭生产排污费、对炼焦用煤环节的煤炭可持续发展基金查验补征等多项政府授权的专项职能。
公司总部位于中国山西太原晋祠路一段57号，邮政编码为030024，董事长为荣海涛。